# Cynthia Irwin-Williams
Cynthia Irwin-Williams (Denver, Colorado, 14 de abril de 1936-Reno, Nevada, 15 de junio de 1990) fue una arqueóloga especializada en el suroeste prehistórico de Estados Unidos. Recibió una licenciatura en Antropología del Radcliffe College en 1957; al año siguiente obtuvo una maestría en el mismo campo. En 1963 completó su carrera educativa en Antropología con el doctorado. de la Universidad de Harvard. Al comenzar su carrera en la década de 1950, Irwin-Williams fue considerada una pionera para las mujeres en la arqueología, al igual que su amiga y defensora Hannah Marie Wormington.

## carrera arqueológica
Trabajó con su hermano, Henry Irwin, un colega arqueólogo, en Colorado desde mediados de la década de 1950 hasta 1960.  En 1966, Irwin-Williams y su hermano publicaron un libro sobre sus hallazgos de la excavación del sitio de Magic Mountain realizada para el Museo Peabody de la Universidad de Harvard en 1959-1960. También trabajaron en el sitio cercano y relacionado de LoDaisKa entre 1958 y 1960. En la década de 1960 definió la cultura Picosa, una cultura arcaica de personas de tres lugares con artefactos y estilos de vida interconectados. Fue nombrado por Irwin-Williams por esas áreas: Cuenca Pinto (PI), Tradición Cochise (CO) y San José (SA), que en conjunto es "Picosa". Irwin-Williams desarrolló la secuencia de la cultura arcaica para la tradición Oshara, que siguió a la cultura Picosa, durante su trabajo en el área de Arroyo Cuervo en el noroeste de Nuevo México. Irwin sostuvo que el Pueblo Antiguo, o Anasazi, se desarrolló, al menos en parte, a partir de los Oshara.
En 1962, Irwin-Williams dirigió el equipo que excavó por primera vez el sitio de Hueyatlaco en México. El sitio se vio envuelto en una controversia sobre la edad de la ocupación humana en el sitio e Irwin-Williams nunca publicó un informe final sobre la excavación a pesar de décadas de investigación.Irwin-Williams dio una conferencia en el Hunter College de Nueva York en 1963-1964.  Luego se mudó a la Universidad del Este de Nuevo México, donde enseñó de 1964 a 1982, donde ocupó la Cátedra de Investigación Distinguida Llano Estacado de 1978 a 1982.  Irwin-Williams se mudó a Reno en 1982 para ocupar su nuevo cargo como directora ejecutiva del Centro de Ciencias Sociales del Desert Research Institute, y más tarde logró el puesto de Profesora de Investigación del Centro de Ciencias Cuaternarias en 1988, cargo que ocupó hasta su prematura muerte en 1990 a los 54 años. 
Estuvo activa en muchas organizaciones profesionales, ocupando puestos directivos o membresía en comités en grupos como la Sociedad de Arqueología Estadounidense (SAA) (miembro del Comité Ejecutivo.  Fue la segunda mujer en ocupar el cargo de presidenta de la Sociedad (1977 a 1979).  Irwin-Williams se desempeñó como presidente del Comité Federal de Arqueología de la SAA (1979 a 1984), miembro del Comité de Relaciones con los Nativos Americanos de 1974 a 1976, miembro del Comité Ejecutivo de la Asociación Estadounidense del Cuaternario y del Consejo de Arqueología Profesional de Nevada.  Fue miembro de la Asociación Antropológica Estadounidense y formó parte de varios paneles de investigación para la Fundación Nacional de Ciencias y el Fondo Nacional de Humanidades. Irwin-Williams es autor de más de 60 publicaciones en arqueología y campos relacionados. 

## Publicaciones
Para obtener una lista parcial adicional de sus artículos, consulte las páginas 2 a 5 en la ref. 
- Irwin, Henry J.; Irwin, Cynthia C. (1966). Excavaciones en Magic Mountain: un estudio diacrónico de las relaciones entre las llanuras y el suroeste. Actas número 12 del Museo de Historia Natural de Denver. 20 de octubre de 1966.
- Irwin-Williams, Cynthia y C. Vance Haynes, Jr. (1970). "Cambio climático y dinámica poblacional temprana en el suroeste de Estados Unidos". Investigación Cuaternaria. 1(1):59-71.
- Irwin-Williams, Cynthia. (septiembre de 1973). "La tradición Oshara: orígenes de la cultura anasazi". Contribuciones de la Universidad del Este de Nuevo México en Antropología. 5 (1) Portales: Instituto Paleoindio de la Universidad del Este de Nuevo México.
- Irwin-Williams, Cynthia. (1979). "Arqueología pospleistoceno, 7000-2000 a. C." en Manual de los indios norteamericanos. Washington, DC: Prensa de la Institución Smithsonian. 9 Suroeste: 31-42.
- Irwin-Williams, Cynthia; Shelley, Phillip H. (editores) (1980). Investigaciones en el sitio del salmón: la estructura de la sociedad chacoana en el suroeste norte. Portales: Publicaciones de Antropología de la Universidad del Este de Nuevo México.

- Irwin-Williams, Cynthia; Panadero, Larry L. Baker (editores) (1991). Adaptación de los anasazi pueblo en respuesta al estrés climático: prehistoria del valle medio del río Puerco. páginas. 325–341. En archivos, Oficina de Administración de Tierras, Albuquerque, NM.